# Société anonyme des houillères de Saint-Étienne
La Société Anonyme des Houillères de Saint-Étienne ( H.S.E.) est issue en 1854 du fractionnement du trust de la grande Compagnie des Mines de la Loire (dite Compagnie du Monopole). 
Elle prit le statut de société anonyme libre le 10 mars 1896. 
Son siège social était situé à Lyon. 
Son capital de 8 millions de francs était divisé en 80 000 actions. 
Vers 1900, elle employait environ 3 800 mineurs.
C'était l'une des compagnies les plus importantes du bassin, produisant 675 000 tonnes par an vers 1930. 
En 1923, à la suite d'une crise de mévente (due principalement aux frais de transport du minerai élevés), la compagnie dressa un programme de rénovation concentrant l'activité sur les charbons les plus rentables. Afin de valoriser les charbons de qualité inférieure, elle installe deux batteries de 50 fours à coke destinés à traiter le tiers de la production et plusieurs usines pour le traitement des sous-produits (production de gaz pour Saint-Étienne et l'industrie lourde, fabrication d'ammoniaque synthétique et de ciment). 
Après un déficit commercial record de 960 000 francs en 1925, la compagnie affiche 4 millions de bénéfices en 1926. Mais les années suivantes, la conjoncture internationale (fin des grèves en Angleterre) et régionale (crise de la métallurgie) provoque un effondrement des cours qui favorise la pénétration des charbons d'autres bassins.
Le 26 octobre 1928, un terrible incendie au puits Villier conduit à l'arrêt des trois quartiers les plus productifs. Dans un contexte social troublé (grève générale pour l'augmentation des salaires en décembre 1928), privée d'une bonne partie de ses recettes la compagnie est criblée de dettes.  
En liquidation en 1929, elle est reprise par la S.A. des Mines de la Loire. 

## Situation géographique
En 1854, elle hérite, lors de la division du monopole, de l'ancien secteur des Houillères Réunies de Saint-Étienne et de l'ancienne Compagnie des Mines de fer de Saint-Étienne. Elle bénéficie également d'un emplacement géographique assez avantageux le long de l'embranchement ferroviaire du Pont-de-l'Âne à L'Estivalière, la gare et le tunnel de Terrenoire sous la ligne de partage des eaux assurant la liaison entre vallées du Rhône et de la Loire.

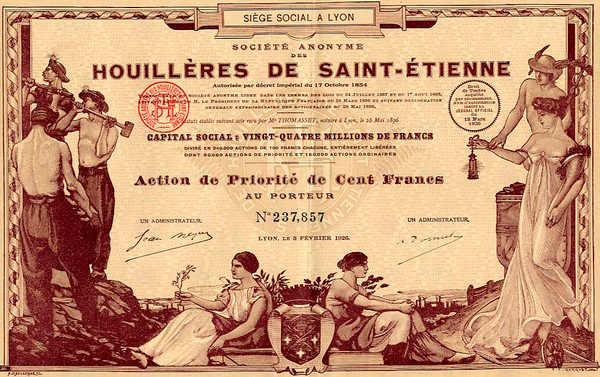
Action des Houillères de St.-Étienne
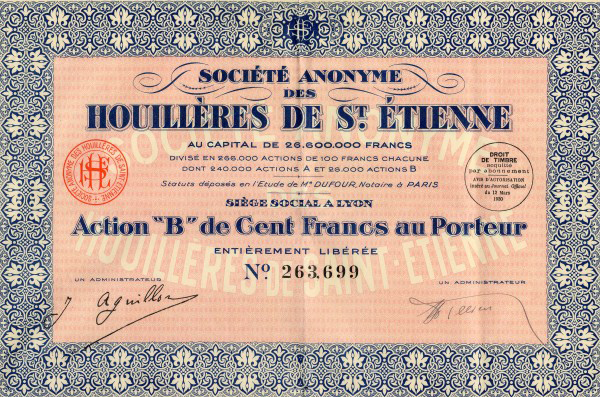

Bien après la nationalisation de 1945, les mineurs de l'Ouest stéphanois continuèrent parfois à nommer la division Est du bassin la "Grande Compagnie". Les exploitations Est et Ouest bien qu'elles se touchent au niveau de la 15e couche au nord de la ville, elles ne furent jamais directement reliées par un travers-banc.

## Concessions
Lors de la division, elle obtient les exploitations de l'Est stéphanois, le quartier du  Marais, l'ancienne commune d'Outre-Furan, Terrenoire et Le Treuil (l'actuelle place Carnot et la plaine Achille). Officiellement, elle hérite des concessions suivantes :
- La Roche
- Méons
- Le Treuil
- Bérard
- Côte Thiollière
- Terrenoire
- Chaney
- Grand-Ronzy

Le gisement présentait de nombreuses couches de bonne qualité mais souvent exploitées depuis plusieurs siècles.
S'ajoutait ici aux contraintes communes aux autres exploitations du bassin (nature friable des terrains, présence de failles, présence de travaux anciens) la proximité des zones urbanisées qui conduit au développement de techniques de remblayage hydraulique. Ces dernières ne pallièrent que partiellement aux nombreux dégâts de surface dont l'indemnisation absorbait des sommes importantes à la fin des années 1930. 

## Installations jour
Puits d'extraction :
- Puits St.-Louis (dont il ne reste aujourd'hui que le bâtiment du transformateur électrique).
- Puits Verpilleux
- Puits Mars
- Puits du Treuil
- Puits Villier (point de résurgence des eaux de mine)
- Puits de la Chaux
- Puits Neyron
- Puits Jabin

Puits de service :
- Puits du Bardot (dont une grande partie de bâtiments du jour sont aujourd'hui réutilisés).
- Puits des Flaches
- Puits de la machine (Terrenoire)

Puits d'exhaure :
- Puits de la pompe
- Puits Thibaud
- Puits du Chêne
- Puits Frotton
- Puits Saint-Antoine

## Le triste bilan humain
Elle fut directement responsable des trois catastrophes les plus meurtrières du bassin à la fin du XIXe siècle :
- Une première fois au puits Jabin – Accident du 8 novembre 1871 - 70 morts sur 92 ouvriers du fond
- Une deuxième fois puits Jabin – Accident du 4 février 1876 -  186 morts sur 211 ouvriers
- Aux puits Verpilleux et St.-Louis – Accident du 3 juillet 1889 – 207 morts sur 214 ouvriers. Ce fut la catastrophe la plus importante du bassin.

Plus que le grisou, c'est probablement l'embrasement des poussiers en suspension qui fut à l'origine de ces catastrophes.

## La main-d'œuvre étrangère
Par la suite, les houillères de Saint-Étienne firent appel à de la main-d'œuvre étrangère dès la fin du XIXe siècle pour compenser le turn over important.
En 1913, les puits Verpilleux et Mars employaient près d'une cinquantaine d'ouvriers espagnols et une vingtaine d'autres dispersés sur le reste de l'exploitation. Cette petite communauté, logée en baraquements ou au château de Méons, verra ses effectifs augmenter, entraînant la construction d'une colonie espagnole. Progressivement, les Espagnols investiront le quartier du Soleil.
En 1930, pour 4 144 la compagnie déclarait employer officiellement :
- 2 835 Français
- 416 Espagnols
- 61 Italiens
- 333 Polonais
- 34 Portugais
- 279 Algériens (principalement Kabyles)
- 143 Marocains
- 13 Grecs
- 4 Belges
- 1 Suisse
- 25 de nationalités diverses (dont certains originaires d'Indochine)

Lors de sa mise en liquidation, elle employait officiellement 1 800 ouvriers étrangers.